# Don Strock
Don Strock é um ex-jogador profissional de futebol americano estadunidense

## Carreira
Don Strock foi campeão da temporada de 1973 da National Football League jogando pelo Miami Dolphins.